# Wardell Pomeroy
Wardell Baxter Pomeroy (Kalamazoo, 6 december 1913 - Bloomington (Indiana), 6 september 2001) was een Amerikaans seksuoloog. Hij schreef samen met Alfred Kinsey de Kinsey reports.  